# لری گلبرت
لری گلبرت (انگلیسی: Larry Gelbart; ۲۵ فوریهٔ ۱۹۲۸ – ۱۱ سپتامبر ۲۰۰۹)، با نام کامل لارنس سیمون گلبرت (انگلیسی: Lawrence Simon Gelbart) یک فیلم‌نامه‌نویس اهل ایالات متحده آمریکا بود. وی بین سال‌های ۱۹۴۴ تا ۲۰۰۹ میلادی فعالیت می‌کرد.
وی همچنین برنده جوایزی همچون جایزه امی و جایزه ادگار شده‌است.